# Сердишорка

Сердишорка — река в России, протекает в Соликамском районе Пермского края. Устье реки находится в 35 км по левому берегу реки Ульва. Длина реки составляет 10 км.
Исток реки на Верхнекамской возвышенности на водоразделе Уролки и Косы (рядом с истоком Сердишорки проходит верхнее течение реки Вум) в 26 км к юго-востоку от села Коса. Река течёт на северо-восток по ненаселённому лесному массиву.

## Данные водного реестра
По данным государственного водного реестра России относится к Камскому бассейновому округу, водохозяйственный участок реки — Кама от водомерного поста у села Бондюг до города Березники, речной подбассейн реки — бассейны притоков Камы до впадения Белой. Речной бассейн реки — Кама.
По данным геоинформационной системы водохозяйственного районирования территории РФ, подготовленной Федеральным агентством водных ресурсов:
- Код водного объекта в государственном водном реестре — 10010100212111100003962
- Код по гидрологической изученности (ГИ) — 111100396
- Код бассейна — 10.01.01.002
- Номер тома по ГИ — 11
- Выпуск по ГИ — 1